# Montoldre
Montoldre est une commune française, située dans le département de l'Allier en région Auvergne-Rhône-Alpes.

## Géographie

### Localisation
Jusqu'en mars 2015, Montoldre faisait partie du canton de Varennes-sur-Allier. À la suite du redécoupage des cantons du département, la commune est rattachée au canton de Saint-Pourçain-sur-Sioule.
Valençon est un village situé au sud de la commune, à proximité du ruisseau du même nom.
Lieux-dits : Chèvre Noire, les Guis, les Ponthus, les Ponies, les Cinquins...

### Communes limitrophes
Six communes sont limitrophes de Montoldre :
| Saint-Loup          | Saint-Gérand-de-Vaux | Treteau |
|                     | Montoldre            |         |
| Varennes-sur-Allier | Rongères             | Boucé   |

### Hydrographie
La commune est traversée, à la frontière avec Rongères, par le ruisseau du Valençon.

### Voies de communication et transports
La commune est desservie par les routes départementales 21 (de Varennes-sur-Allier à Jaligny-sur-Besbre), 268 et 521.

### Climat
Pour des articles plus généraux, voir Climat d'Auvergne-Rhône-Alpes et Climat de l'Allier.
En 2010, le climat de la commune est de type climat océanique dégradé des plaines du Centre et du Nord, selon une étude du CNRS s'appuyant sur une série de données couvrant la période 1971-2000. En 2020, Météo-France publie une typologie des climats de la France métropolitaine dans laquelle la commune est dans une zone de transition entre le climat océanique altéré et le climat de montagne ou de marges de montagne et est dans la région climatique Centre et contreforts nord du Massif Central, caractérisée par un air sec en été et un bon ensoleillement.
Pour la période 1971-2000, la température annuelle moyenne est de 11,2 °C, avec une amplitude thermique annuelle de 16,4 °C. Le cumul annuel moyen de précipitations est de 766 mm, avec 10,7 jours de précipitations en janvier et 7,4 jours en juillet. Pour la période 1991-2020, la température moyenne annuelle observée sur la station météorologique de Météo-France la plus proche, sur la commune de Paray-sous-Briailles à 8 km à vol d'oiseau, est de 11,7 °C et le cumul annuel moyen de précipitations est de 744,7 mm,. Pour l'avenir, les paramètres climatiques de la commune estimés pour 2050 selon différents scénarios d'émission de gaz à effet de serre sont consultables sur un site dédié publié par Météo-France en novembre 2022.

## Urbanisme

### Typologie
Au 1er janvier 2024, Montoldre est catégorisée commune rurale à habitat dispersé, selon la nouvelle grille communale de densité à 7 niveaux définie par l'Insee en 2022.
Elle est située hors unité urbaine. Par ailleurs la commune fait partie de l'aire d'attraction de Varennes-sur-Allier, dont elle est une commune de la couronne,. Cette aire, qui regroupe 3 communes, est catégorisée dans les aires de moins de 50 000 habitants,.

### Occupation des sols

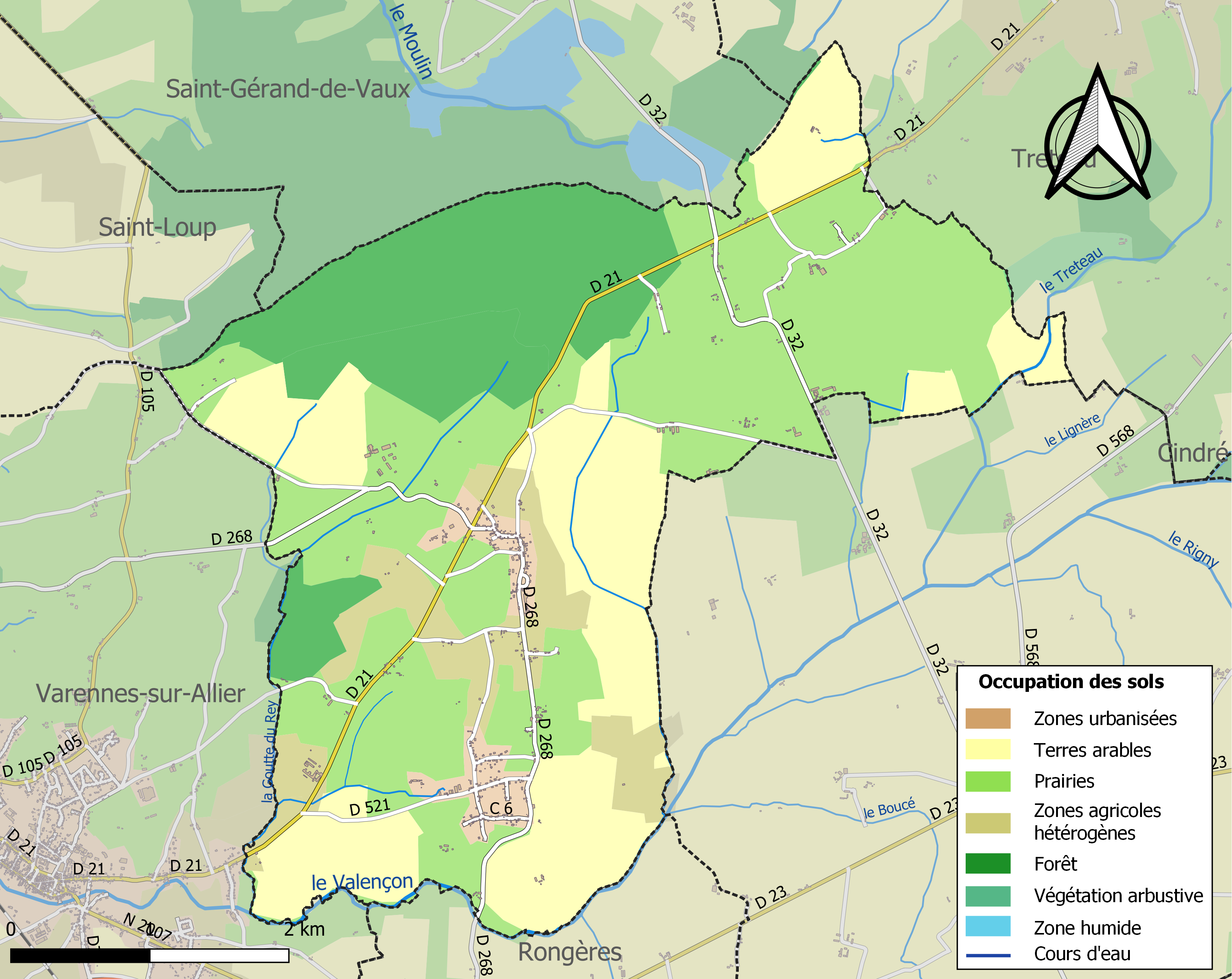
Carte des infrastructures et de l'occupation des sols de la commune en 2018 (CLC).

L'occupation des sols de la commune, telle qu'elle ressort de la base de données européenne d’occupation biophysique des sols Corine Land Cover (CLC), est marquée par l'importance des territoires agricoles (77,4 % en 2018), une proportion sensiblement équivalente à celle de 1990 (77,5 %). La répartition détaillée en 2018 est la suivante : 
prairies (42,9 %), terres arables (26,1 %), forêts (19,3 %), zones agricoles hétérogènes (8,4 %), zones urbanisées (3,3 %).
L'IGN met par ailleurs à disposition un outil en ligne permettant de comparer l’évolution dans le temps de l’occupation des sols de la commune (ou de territoires à des échelles différentes). Plusieurs époques sont accessibles sous forme de cartes ou photos aériennes : la carte de Cassini (XVIIIe siècle), la carte d'état-major (1820-1866) et la période actuelle (1950 à aujourd'hui).

## Politique et administration

### Tendances politiques et résultats
Aux élections législatives de 2012, Guy Chambefort, élu dans la 1re circonscription, a recueilli 105 voix sur les 194 exprimés. 55,68 % des électeurs ont voté (206 votants sur 370 inscrits).
Aux élections départementales de 2015, le binôme Catherine Corti - Bernard Coulon, élu dans le canton de Saint-Pourçain-sur-Sioule, a recueilli 70,97 % des suffrages exprimés. 54,38 % des électeurs ont voté (205 votants sur 377 inscrits).

### Administration municipale
| Période                                  | Période                      | Identité                       | Étiquette | Qualité                                                                                   |
| ---------------------------------------- | ---------------------------- | ------------------------------ | --------- | ----------------------------------------------------------------------------------------- |
| Les données manquantes sont à compléter. |                              |                                |           |                                                                                           |
| mars 2001                                | mars 2008                    | Louis Guinatier                | SE        |                                                                                           |
| mars 2008                                | mars 2014                    | Hélène Verdier                 |           |                                                                                           |
| mars 2014                                | En cours (au 8 juillet 2020) | Marie-Josée Margelidon-Fouquet | DVG       | Enseignante 4e vice-présidente de la communauté de communes Varennes-Forterre (2014-2016) |

## Population et société

### Démographie
L'évolution du nombre d'habitants est connue à travers les recensements de la population effectués dans la commune depuis 1793. Pour les communes de moins de 10 000 habitants, une enquête de recensement portant sur toute la population est réalisée tous les cinq ans, les populations de référence des années intermédiaires étant quant à elles estimées par interpolation ou extrapolation. Pour la commune, le premier recensement exhaustif entrant dans le cadre du nouveau dispositif a été réalisé en 2007.

En 2022, la commune comptait 602 habitants, en évolution de −5,64 % par rapport à 2016 (Allier : −1,38 %, France hors Mayotte : +2,11 %).
| 1793 | 1800 | 1806 | 1821 | 1831 | 1836 | 1841 | 1846 | 1851 |
| ---- | ---- | ---- | ---- | ---- | ---- | ---- | ---- | ---- |
| 581  | 594  | 474  | 647  | 645  | 664  | 650  | 664  | 766  |

| 1856 | 1861 | 1866 | 1872 | 1876 | 1881 | 1886 | 1891 | 1896 |
| ---- | ---- | ---- | ---- | ---- | ---- | ---- | ---- | ---- |
| 701  | 781  | 801  | 839  | 810  | 867  | 820  | 877  | 820  |

| 1901 | 1906 | 1911 | 1921 | 1926 | 1931 | 1936 | 1946 | 1954 |
| ---- | ---- | ---- | ---- | ---- | ---- | ---- | ---- | ---- |
| 782  | 784  | 759  | 620  | 581  | 621  | 602  | 613  | 614  |

| 1962 | 1968 | 1975 | 1982 | 1990 | 1999 | 2006 | 2007 | 2012 |
| ---- | ---- | ---- | ---- | ---- | ---- | ---- | ---- | ---- |
| 669  | 704  | 668  | 647  | 645  | 605  | 635  | 638  | 634  |

| 2017 | 2022 | - | - | - | - | - | - | - |
| ---- | ---- | - | - | - | - | - | - | - |
| 632  | 602  | - | - | - | - | - | - | - |

## Culture locale et patrimoine

### Lieux et monuments

#### Le donjon de Gayette
Édifice protégé, le donjon et le puits sont classés au titre des monuments historiques en 1925, les façades et toiture du XVIIIe siècle sont inscrits en 1988, tandis que la chapelle est classée en 1989.
Histoire
Les premiers possesseurs du donjon de Gayette dont on trouve les noms, quittances ou autres dans les archives remontent en 1437. On trouve connu sous les noms de Nesmond, celui qui fut ensuite désigné Lhermite de Gayette, de lui nous ne savons plus rien ou peu de choses.
Jehan de Gayette, fils de Lhermite, mourut en 1474, ne laissant que trois filles : Guilberte, mariée au seigneur de Valorgues, Catherine, religieuse au prieuré de Marcigny et Madeleine, qui fut la dernière châtelaine de Gayette. La duchesse Anne de Bourbon fut la marraine de Madeleine de Gayette, qui avait à peine 10 ans quand sa marraine lui fit épouser son jeune chambellan François de Boucé, et la nomma presque aussitôt dame d’honneur de la petite Suzanne. En 1494, sans doute après la mort de son beau-père, François de Boucé fit hommage au duc, de ses deux fiefs de Gayette et de Boucé.
Gayette est un château féodal construit vers 1412, qui se compose d'un donjon rectangulaire couronné de mâchicoulis et flanqué d'une tour d'escalier carrée, d'un pont-levis, de créneaux, de meurtrières et d'un mur d’enceinte. Quand il fut construit au XVe siècle, une enceinte d’eau et de forêts l’entourait. Les étangs furent desséchés et transformés en prairies, qui séparent les anciennes chaussées. Là, il perdit un peu de son aspect féodal. Ce fut sous François Ier que Gayette est passé des mains des seigneurs de Gayette à celles des Paingré de Farinvillier. On ne connait pas exactement la date et le temps où eut lieu ce changement, mais ce fut certainement après le passage et le séjour du connétable de Bourbon, et le procès de Madeleine de Gayette en 1594. Ce fut à cette date que Madeleine reçut en son château les deux émissaires des rois de France et d’Angleterre. André Calin, émissaire de François Ier, avertit Madeleine de faire fuir le connétable, car l’émissaire du roi d’Angleterre, Henri VIII, Jean Russel était à la recherche de celui-ci pour demander l’entrée en France des troupes impériales par la Picardie. L’un de ces émissaires fut découvert, arrêté à Moulins, où il fut mis à la torture pour livrer les noms de ses hôtes. Il nomma Madeleine de Gayette qui fut aussitôt arrêtée, emprisonnée pendant plus d’un mois, et eut à subir de longs et nombreux interrogatoires qui nous livrèrent de précieux renseignements. Telle cette réponse à l’envoyé du roi d’Angleterre, lui montrant la chambre où Charles avait couché, il y a déjà plusieurs mois : « C’est-icy-que-luy-ai-promis-ma-foy-et-latiendrait. » Pas de précisions certaines du lieu et du jour de la rencontre.[réf. nécessaire]

#### Autres monuments
- Jardin des Échelettes[26].
- Église Saint-Éloi de Montoldre.

## Économie
La commune abrite un établissement de l'IRSTEA (Institut national de recherche en sciences et technologies pour l'environnement et l'agriculture, ex-Cemagref) dépendant de l'IRSTEA de Clermont-Ferrand.